# Maria Luísa de Saboia (1729–1767)
Maria Luísa Gabriela de Saboia (em italiano: Maria Luisa Gabriella di Savoia; Turim, 25 de março de 1729 - Roma, 22 de junho de 1767) foi uma princesa da Casa de Saboia.